# 58 Dywizjon Artylerii Lekkiej
58 dywizjon artylerii lekkiej (58 dal) – pododdział artylerii lekkiej Wojska Polskiego II RP.
Dywizjon nie występował w pokojowej organizacji wojska. Został sformowany w dniach 24-26 sierpnia 1939 roku w alarmie na bazie dywizjonu ćwiczebnego Szkoły Podchorążych Artylerii w Toruniu.

## 58 dal w kampanii wrześniowej

### Mobilizacja
Zmobilizowany w mobilizacji alarmowej w grupie niebieskiej w dniach 24-26 sierpnia 1939 roku w Złotoryi koło Torunia. Wyposażony w armaty kal. 75 mm wz. 1897. Po zmobilizowaniu wymaszerował w kierunku Fordonu. Marszami nocnymi 30 sierpnia dotarł do wsi Jania Góra, gdzie zatrzymał się na biwaku. Znajdował się w składzie Armii „Pomorze” i 30 sierpnia został skierowany do 9 Dywizji Piechoty w rejon przedmościa bydgoskiego. Wieczorem 30 sierpnia przydzielony do 34 pułku piechoty i wraz z nim dotarł do Suchej. Wraz z 34 pp 58 dal stanowił odwód dowódcy 9 DP.

### Działania bojowe
1 września we wczesnych godzinach porannych rozpoczął marsz w rejon Mędromierz Mały, wylot lasu na Mędromierz. W godzinach popołudniowych 1 bateria wsparła broniący Gostycyna I batalion 34 pp. 58 dal bez 1 baterii zajął stanowiska ogniowe w lesie na północ od dworu Łysakowo z zadaniem wsparcia II/34 pp broniącego dworu Łysakowo i wzgórza na południe od miejscowości. W rejonie Piła – Młyn wspierał walki 34 i 35 pułków piechoty 9 DP. 2 września pod Klonowem walczył bateriami i pojedynczymi działonami z niemieckimi czołgami, a następnie nocą 2/3 września został wycofany w rejon Błądzimia. 3 września dołączył do zgrupowania dowódcy artylerii dywizyjnej płk. Mikołaja Alikowa w rejonie Jeziorek na północ od szosy Tuchola-Świecie. Po godz.6.00 nad stanowiskami artylerii pojawiły się samoloty niemieckie, które w trzech kolejnych nalotach wybiły większość koni w zaprzęgach dywizjonu. Żołnierze dywizjonu częściowo rozproszyli się, a część pomaszerowała wraz z grupą płk. Alikowa jako pododdział piechoty, z którą przebił się w okolice Grudziądza.

## Obsada dowódcza dywizjonu
dowództwo dywizjonu i baterii
- dowódca dywizjonu - ppłk art. Tadeusz Antoni Janowski[a]
- adiutant dywizjonu - kpt. art. Henryk Zdzisław Gawełczyk[b]
- oficer zwiadowczy - por. art. Jerzy Olszewski[c] †3 IX 1939[8]
- oficer ogniowy - ppor. rez. Lewicki
- oficer łączności - por. art. Teodor Jakimow[d]
- dowódca kolumny amunicyjnej - por. rez. Józef Kisielnicki
- dowódca 1 baterii - por. Bronisław Wiśniewski
- dowódca 2 baterii - kpt. Jan Wójcicki
- dowódca 3 baterii - kpt. Jan Pawlak
  - oficer zwiadowczy - ppor. rez. Maciejewski
  - oficer ogniowy - por. rez. Janusz Drecki